# Ostha aega
Ostha aega är en fjärilsart som beskrevs av Felder 1875. Ostha aega ingår i släktet Ostha och familjen nattflyn. Inga underarter finns listade i Catalogue of Life.